# Michel Gérard (1737-1815)
Pour les articles homonymes, voir Michel Gérard (homonymie) et Gérard.

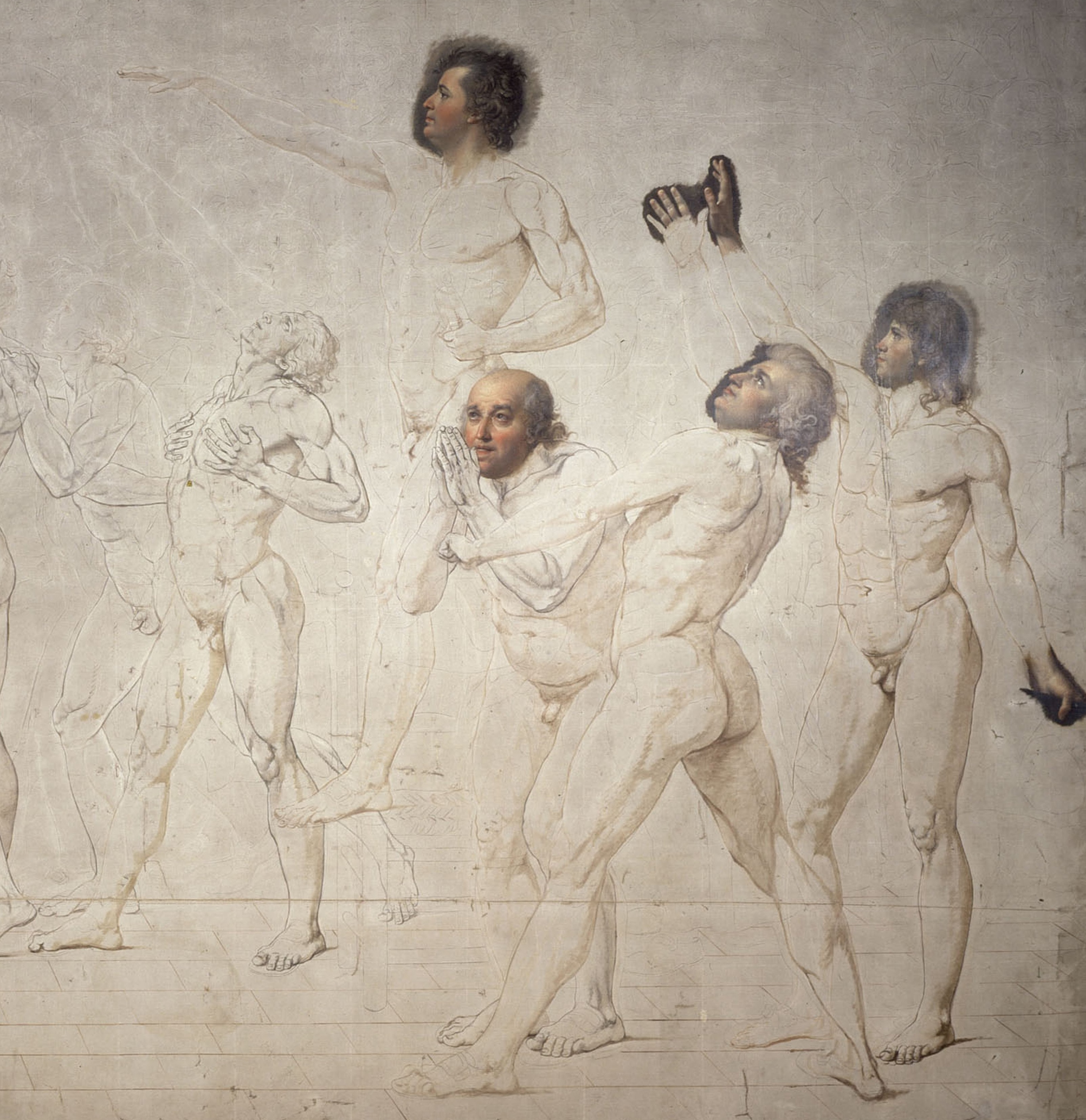
J.-L. David, Le Serment du jeu de paume, détail : au centre, Michel Gérard est représenté joignant les mains.

Michel Gérard dit « le père Gérard », né le 2 juillet 1737 à Rennes - paroisse de Saint-Martin-des-Vignes - et mort le 6 décembre 1815 à Montgermont, était un laboureur breton, réputé pour avoir été presque le seul paysan de France, avec le député de Chaumont Martin Gombert, élu aux États généraux de 1789.

## Biographie
Laboureur, il fut élu en 1789 député du Tiers-état de la sénéchaussée de Rennes aux États généraux, avec Jacques-Marie Glezen, Jean-Denis Lanjuinais, Étienne Huard, Mathurin Hardy de La Largère et Isaac Le Chapelier.
Figure pittoresque de la Révolution française, il se rendit à la convocation des États généraux de 1789 dans son habit de cultivateur, et devint une figure populaire de la Constituante. Lors de la procession d'ouverture des États à Versailles le 5 mai 1789, le roi le remarque et lui adresse une formule de salutation. Imitant sa simplicité vestimentaire, les jacobins décidèrent de porter une veste et d'abandonner la perruque.
Il demanda la suppression des droits sur les alcools (décembre 1789) et des banalités (mars 1790) et plaida pour l'augmentation du salaire des curés de campagne.
Le 3 septembre 1791, le président de la Constituante, Théodore Vernier, le nomme membre de la députation chargée de présenter, dans le jour et sans discours, la Constitution à Louis XVI.
Après la Constituante, il se retire de la vie politique.

## Arts et lettres
Jean-Marie Collot d'Herbois emprunta son nom pour créer l’Almanach du père Gérard.
Michel Gérard figure dans le tableau inachevé de Jacques-Louis David, Le Serment du Jeu de Paume, aux côtés de Mirabeau et de Barnave. Tout ces hommes portent culotte à la française et bas de soie, sauf un, « le père Gérard », représenté les mains jointes, seul laboureur présent à cette assemblée d'avocats, de juges, et, bien sûr, de curés (outre quelques nobles ralliés). 
Une pièce de théâtre sur Le Retour du père Gérard à sa ferme fut représentée à Paris en octobre 1791.